# Elaeocarpus baramii
Elaeocarpus baramii är en tvåhjärtbladig växtart som beskrevs av Weibel. Elaeocarpus baramii ingår i släktet Elaeocarpus och familjen Elaeocarpaceae. Inga underarter finns listade i Catalogue of Life.